# Schillerplatz (Mainz)

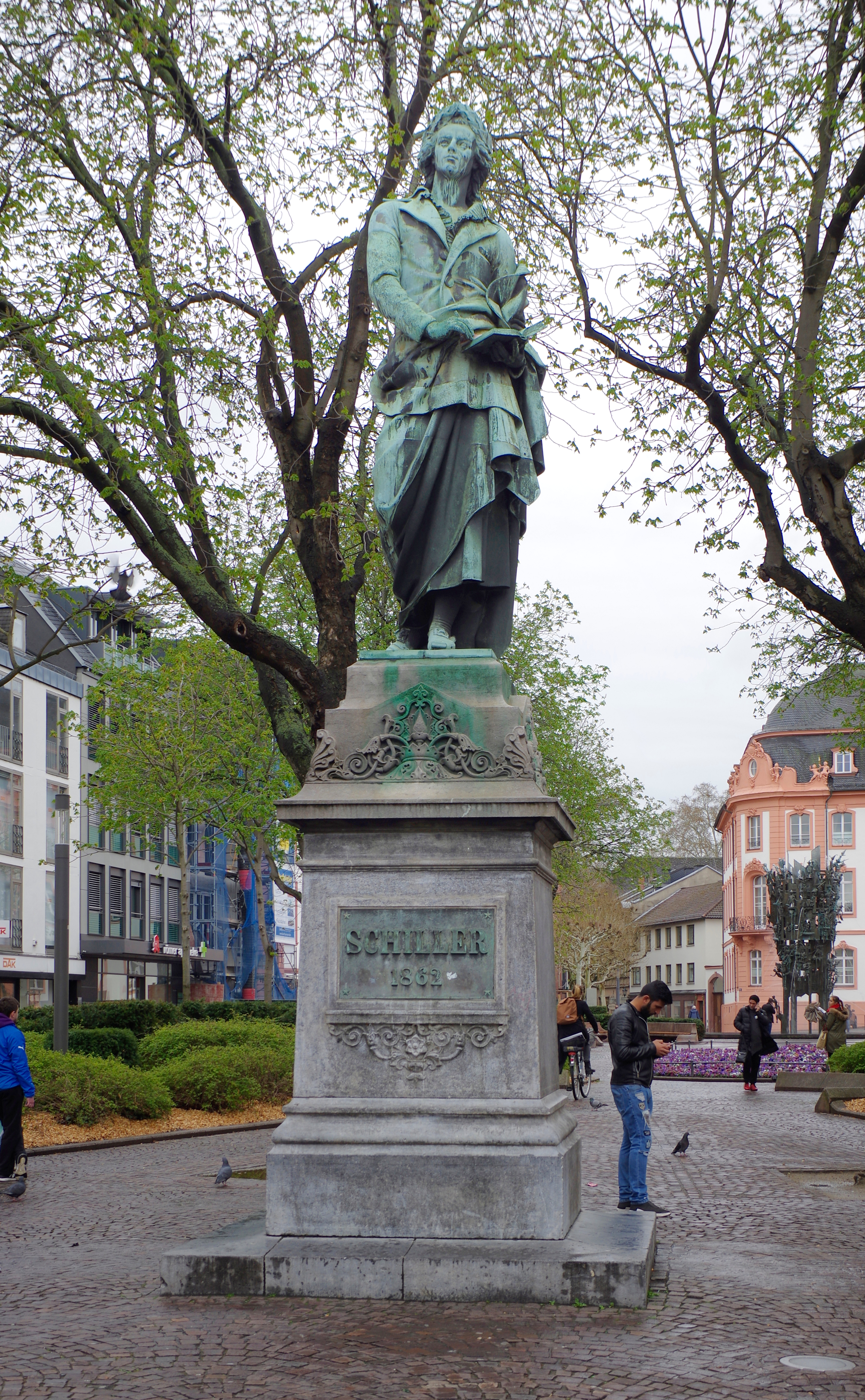
Nördlicher Teil des Schillerplatzes mit Schillerdenkmal, im Hintergrund der Fastnachtsbrunnen und der Osteiner Hof

Der Schillerplatz ist einer der zentralen Plätze in der Mainzer Innenstadt. Dieser lag bereits im römischen Mogontiacum im innerstädtischen Bereich und wurde ab dem Mittelalter als Marktplatz genutzt. Er ist umgeben von mehreren Adelshöfen aus der Barock- und Rokokozeit und Standort verschiedener Denkmäler, so auch des berühmten Mainzer Fastnachtsbrunnens. Heute ist der Schillerplatz einer der größeren begrünten Plätze mit angrenzenden Geschäften des Einzelhandels in der Mainzer Innenstadt.

## Namensgebung

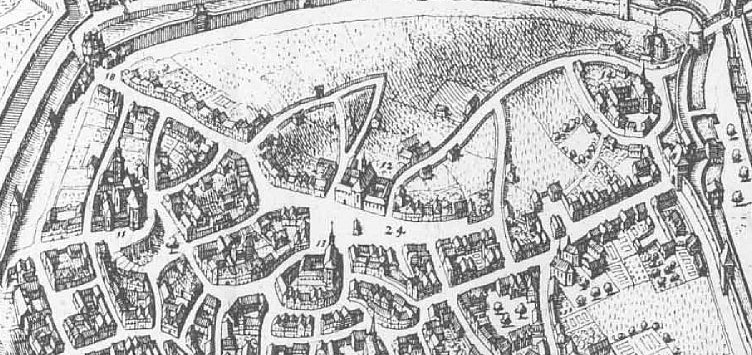
Detailausschnitt des Dietsmarcktes, Plan nach Matthäus Merian dem Jüngeren, 1655 (siehe auch Beschreibung)

Aufgrund der bis ins 19. Jahrhundert hinein uneinheitlichen oder noch nicht existierenden Benennung von Straßen und Plätzen wurde auch das Gelände des Schillerplatzes mehrfach umbenannt. Im ausgehenden 13. und beginnenden 14. Jahrhundert wird der Platz als forum gentile und forum gentilium bezeichnet. Der Name Dietmarkt (abgeleitet von Diet = Volk) für den Schillerplatz taucht vorwiegend im Mittelalter auf. Der Geograph Gottfried Mascop verwendet in seinem Plan von 1575 diesen Namen in der Variante Titzet Marck. Als Diets Marckt findet der Platz sich auf dem Stadtplan von Matthäus Merian, der die Stadt um 1633 wiedergibt, als Dietsmarckt auf einem weiteren Plan von 1655.
Im „Grundriss der Kurfürstlichen Haupt- und Residenzstadt Mainz“ von 1784 führt der Platz nun die Bezeichnung Thiermarkt (abgeleitet von der Nutzung des Marktes für den Viehhandel). Die Thiermarkt Straße führt entlang des Schönborner und des Erthaler Hofes zum Münster Tor. Im zweisprachigen „Plan de la Ville de Mayence“ von 1800/1801 trägt der Thiermarkt nun die neue französische Bezeichnung Place verte und die deutsche Bezeichnung Thiermark. Als 1862 das Schillerdenkmal auf diesem Platz aufgestellt wurde, erhielt er den bis heute gültigen Namen Schillerplatz.

## Geschichte
Der Schillerplatz liegt unweit des nördlichen Fußes des Kästrichs. Mit ihm ist er heute durch die Emmerich-Josef-Straße verbunden. Dort wurde 13/12 v. Chr. von Drusus ein Zweilegionenlager gegründet. Das Gebiet des heutigen Schillerplatzes lag somit in der Nähe des Lagers und im Bereich der um die Zeitwende entstehenden römischen Zivilsiedlungen. Die von der Porta Praetoria des Legionslagers kommende römische Straße zur Rheinbrücke durchschnitt den heutigen Schillerplatz genau in der Mitte. Obwohl es keine eindeutigen archäologischen Funde gibt, wurde früh die Hypothese aufgestellt, dass im Bereich des heutigen Schillerplatzes das Forum und weitere zentrale administrative Bauten des römischen Mogontiacum zu lokalisieren sind, was zu der oben erwähnten späteren Bezeichnung als forum gentile beziehungsweise forum gentilium geführt haben könnte. Archäologisch fassbar sind allerdings Reste von Wohnhäusern beziehungsweise villenähnlichen Gebäudeanlagen des 1. und 3. Jahrhunderts entlang der heutigen Schillerstraße.
Ab dem Mittelalter ist die Nutzung des Platzes als einziger hochwasserfreier Marktplatz in Mainz nachgewiesen. Hier fand einer der insgesamt drei Frucht- und Kornmärkte sowie der Viehmarkt der mittelalterlichen Stadt statt. Durch das Gautor, eines der Stadttore von Mainz, gelangten Bauern aus dem südwestlich der Stadt liegenden Umland, Händler und Besucher der Stadt schnell zum naheliegenden Schillerplatz. Der Platz grenzte nun an seinem östlichen Ende an die ausgedehnten Weinbergslagen des unbebauten Kästrichs. Nachweisbar ab dem 13. Jahrhundert kam es rund um den Schillerplatz zu Kloster- und Kirchengründungen, so dass der Schillerplatz im Mittelalter als Zentrum der klösterlichen Ansiedlung in Mainz gelten kann.
Bei der Eroberung von Mainz 1462 durch Adolf von Nassau fanden auf dem Dietmarkt die letzten Kämpfe gegen die über die benachbarte Gaustraße eingedrungenen Feinde statt. Während der Kampfhandlungen gingen zahlreiche Gebäude vor allem im Bereich Dietmarkt, Emmeransstraße und Schusterstraße in Flammen auf. Insgesamt sollen dabei 150 Häuser zerstört worden sein. Nach Abschluss der Kampfhandlungen, am 30. Oktober 1462, fand auf dem Dietmarkt eine große öffentliche Gerichtssitzung durch Adolf von Nassau statt, nach deren Ende 800 Mainzer Bürger als Parteigänger Diether von Isenburgs ausgewiesen wurden. Für das Jahr 1480 ist auf dem Dietmarkt ein Ritterturnier belegt, ein Zeichen der sich langsam wieder einstellenden Konsolidierung der Verhältnisse in der Stadt sowie der deutlich zunehmenden Präsenz adeliger Familien in Mainz. Insgesamt sollen 350 Teilnehmer aus Schwaben, Franken, Bayern und dem Rheinland dem Turnier ein festliches Gepränge verliehen haben.
Auch bei einem anderen politisch bedeutsamen Anlass stand der Dietmarkt wieder im Mittelpunkt städtischen Geschehens. Nach einer Kirchenprozession kam es am 26. April 1525 zu einer Versammlung von Bürgern der zünftischen Unter- und Mittelschicht auf dem Dietmarkt. Hintergrund war das Übergreifen des Bauernkrieges Anfang 1525 auf den benachbarten Rheingau. Auch ein Teil der Mainzer Bürger solidarisierte sich mit den Aufständischen. Ihre Anführer, an deren Stelle ein Mainzer Bürger namens Heinz Fladenbäcker stand, erstellten über Nacht einen Forderungskatalog mit 31 Artikeln, dem am nächsten Tag von der versammelten Bürgerschaft sowie den Ratsherren zugestimmt wurde.

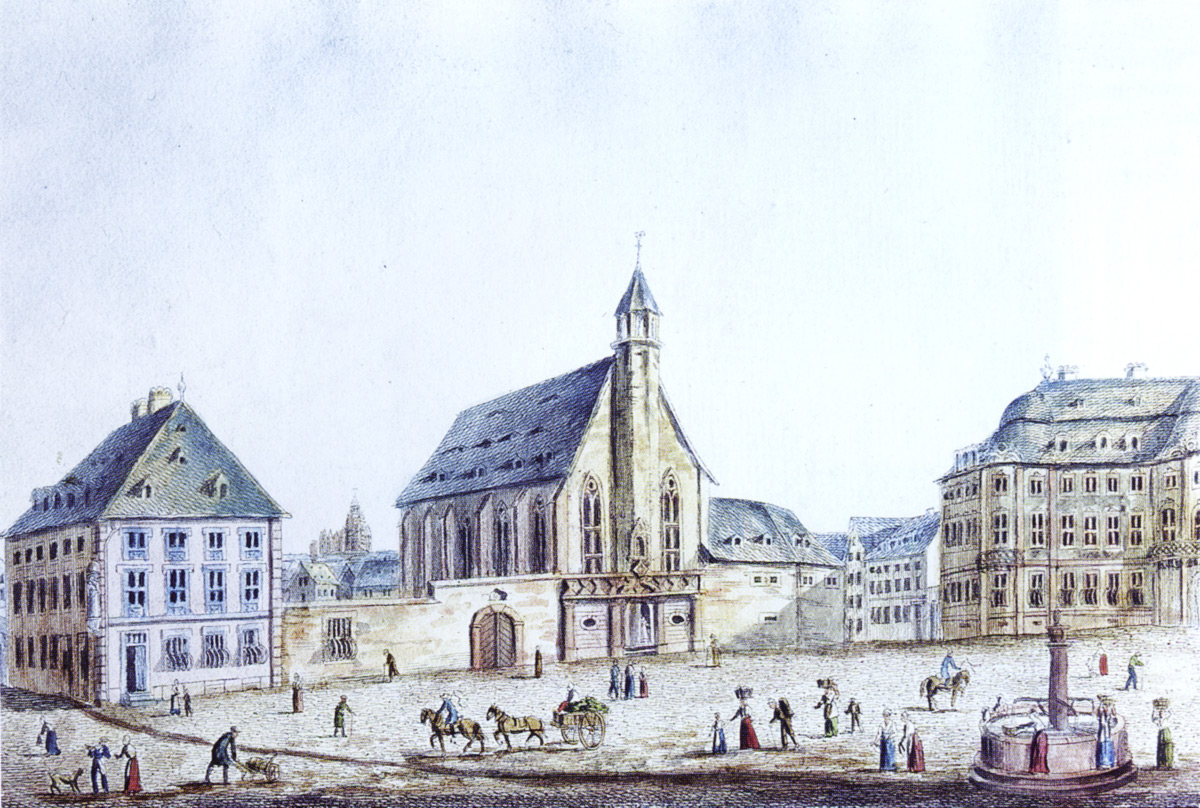
Kloster St. Agnes. Die Klosterkirche fiel der Grande Rue Napoléon zum Opfer

Bei der Rückeroberung des seit 1792 französisch besetzten Mainz im Rahmen des Ersten Koalitionskrieges kam es 1793 auch im Bereich des Dietmarktes wieder zu größeren Zerstörungen. Im Rahmen der Nationalgüterversteigerung des seit 1798 wieder französisch besetzten Mainz wurde auch das ganze Viertel rund um den Schillerplatz versteigert. In den groß angelegten Planungen des Départmement-Baudirektor Eustache de St. Far Anfang des 19. Jahrhunderts spielte der Place verte eine bedeutende Rolle. Er sollte als Endpunkt einer neu angelegten Prachtstraße, der Grande Rue Napoléon (der heutigen Ludwigsstraße), dienen. Im Zuge der teilweisen Realisierung dieser Pläne wurde 1809 die frühbarocke Klosterkirche St. Agnes abgerissen, um den Durchbruch zwischen Platz und Straße herzustellen. In der Biedermeierzeit war der Thiermarkt, wie er nun genannt wurde, einer der wenigen Orte in Mainz mit einer innerstädtischen Begrünung durch Bäume. In einem größeren Musikpavillon spielten sonntags die Musikkapellen der preußischen und österreichischen Bundestruppen und rund um den Platz hatten sich Warengeschäfte und Confiserien der gehobenen Klasse angesiedelt. Der Osteiner Hof fungierte nun bis 1866 als Gouvernement und somit als Sitz des Militärgouverneurs und der davor liegende Thiermarkt war eine der Sammelstellen der Festungssoldaten bei Alarm.
Vom Balkon des Osteiner Hof aus verlas der Militärgouverneur der Festung Mainz, Hugo von Kathen, in den frühen Abendstunden des 1. August 1914 die Mobilmachung, der Auftakt des Ersten Weltkrieges. Im Anschluss hielt er eine Ansprache an die auf dem Schillerplatz in großer Zahl versammelte Mainzer Bevölkerung. In der Spätzeit der Weimarer Republik wurde auf dem Schillerplatz das Befreiungsdenkmal des bekannten jüdischen Künstlers Benno Elkan aufgestellt. Das Denkmal, gestaltet in Form einer halbnackten Frau, sorgte bei seiner Enthüllung im Juli 1930 für moralisches aber auch bereits politisches Aufsehen. Es wurde bereits Ende März 1933 aufgrund einer Anweisung des kommissarischen Mainzer Oberbürgermeisters Philipp Wilhelm Jung entfernt und später aufgrund seiner politischen Aussage und der jüdischen Herkunft des Künstlers zerstört.

Das Befreiungsdenkmal (Mainz), 1930.

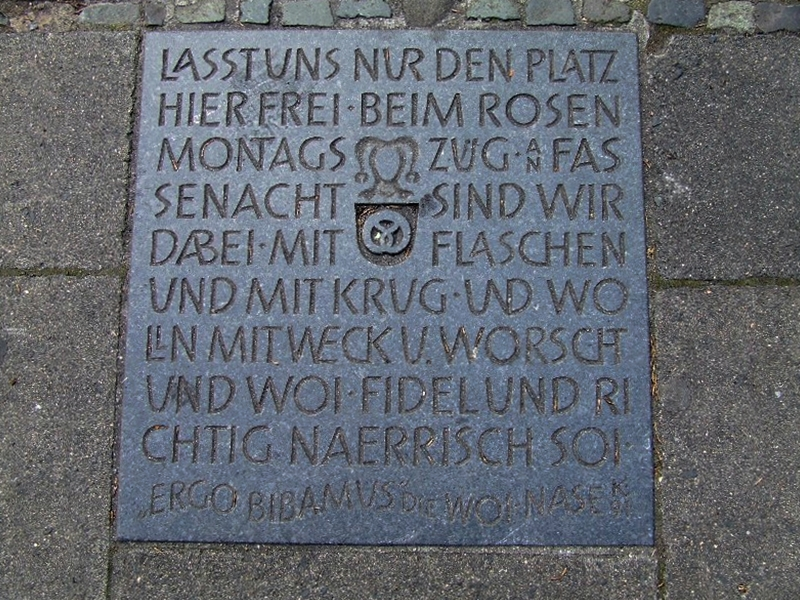
Einziger reservierter Platz am Rosenmontag

In der Neuzeit spielt der Schillerplatz einmal im Jahr eine eher friedlichere Rolle: Seit 1982 wird am 11. November jeden Jahres um 11:11 Uhr vom Balkon des Osteiner Hofes aus die kommende Fastnachtskampagne mit der Verkündung des närrischen Grundgesetzes ausgerufen. Durch den Fastnachtsbrunnen sowie weiteren Kleindenkmälern mit Fastnachtsbezug ist der Schillerplatz eng mit der Mainzer Fastnacht verbunden. In der heutigen Zeit gehört der Schillerplatz mit seiner Peripherie zu den beliebtesten Einkaufsplätzen in Mainz; der Platz selbst ist mit Grünanlagen und Blumenrabatten geschmückt. Eingebunden ist der Schillerplatz auch bei zwei großen Mainzer Volksfesten: Im Rahmen der Mainzer Fastnacht führte bis 1994 der Mainzer Rosenmontagszug am Schillerplatz vorbei und bog dort auf die Ludwigsstraße ein, seit 1995 nimmt der Zug den umgekehrten Weg, um sich nach Schillerplatz und Schillerstraße in der Binger Straße aufzulösen. Am Beginn des Schillerplatzes, gegenüber dem Proviant-Magazin und dem Schoppenstecher-Standbild, befindet sich während des Rosenmontagsumzuges der einzige reservierte Platz für eine Vereinigung von Fassenachtern. Auch während der Mainzer Johannisnacht ist der Schillerplatz einer der zentralen Festplätze.

## Zentrum der Mainzer Klöster
Im Mittelalter entstanden ab dem späten 13. Jahrhundert rund um den heutigen Schillerplatz mehrere Klöster und die dazugehörenden Klosterkirchen und weitere repräsentative Gebäude. Bis auf das zu einem Kloster gehörenden Gästehaus sind alle Gebäude spätestens in der zweiten Hälfte des 19. Jahrhunderts abgebrochen worden.

### Altmünsterkloster
Etwas entfernt, am heutigen Münsterplatz, stand das Altmünsterkloster, die älteste Klostergründung in Mainz. Es wurde um 693 von der heiligen Bilhildis gegründet und 817 erstmals urkundlich als Benediktinerinnenkloster erwähnt. Später, im Jahr 1243, lebten die Nonnen nach den Regeln der Zisterzienserinnen.
1243 erreichte Erzbischof Siegfried III. von Eppstein, dass Altmünster dem Zisterzienserorden inkorporiert und der Aufsicht der Abtei Eberbach im Rheingau unterstellt wurde.
Die ursprüngliche Klosteranlage wurde 1656 im Rahmen der Erweiterung der Stadtbefestigung niedergelegt und bis 1662 weiter südlich neu errichtet. Am 15. November 1781 fiel dieses „zweite“ Altmünsterkloster der ersten Mainzer Klosteraufhebung zum Opfer. Der große Klostergarten zog sich bis zum nördlichen Ende des Schillerplatzes beziehungsweise der Schillerstraße hin und wurde nach und nach in Bauland umgewandelt.

### Agnesenkloster und St. Agnes
Am heutigen Ballplatz (nördlich am Schillerplatz angrenzend) entstand zwischen 1275 und 1295 das Agnesenkloster, dessen Bewohnerinnen sich 1259 aus der Spitalbruderschaft des Heilig-Geist-Spitals abspalteten. Die Nonnen nahmen die Regeln der Zisterzienserinnen an. Zum Agnesenkloster gehörte die St. Agnes Kirche, die in der Höhe der heutigen Ludwigsstraße/Einmündung Schillerplatz beziehungsweise stand. Im 13. Jahrhundert gab es noch keine Straße, welche den damaligen freien Platz mit dem Dom, dem zum Dom gehörenden Domhof (das heutige Höfchen) sowie dem Marktplatz verband. Die St. Agnes Kirche war baulich mit dem Rheinberger Hof, Eigentum des Rittergeschlechtes von Rheinberg, verbunden. Im 16. Jahrhundert standen Kloster und Kirche eine Zeitlang leer bis dann das Kloster 1582 von Nonnen des Augustinerinnen-Ordens übernommen wurde. Nach der völligen Zerstörung durch einen Brand wurde das Kloster 1706 bis 1717 neu erbaut, die nicht zerstörte St. Agnes Kirche wurde anschließend neu ausgestaltet. Durch ein Dekret vom 9. Juni 1802 wurde im nun französischen Mayence das Kloster säkularisiert und in den 1860er Jahren endgültig abgerissen. Die St.-Agnes-Kirche fiel der Realisierung der Grande Rue Napoléon (der heutigen Ludwigsstraße) zum Opfer.

### Neumünster- oder Weißfrauenkloster

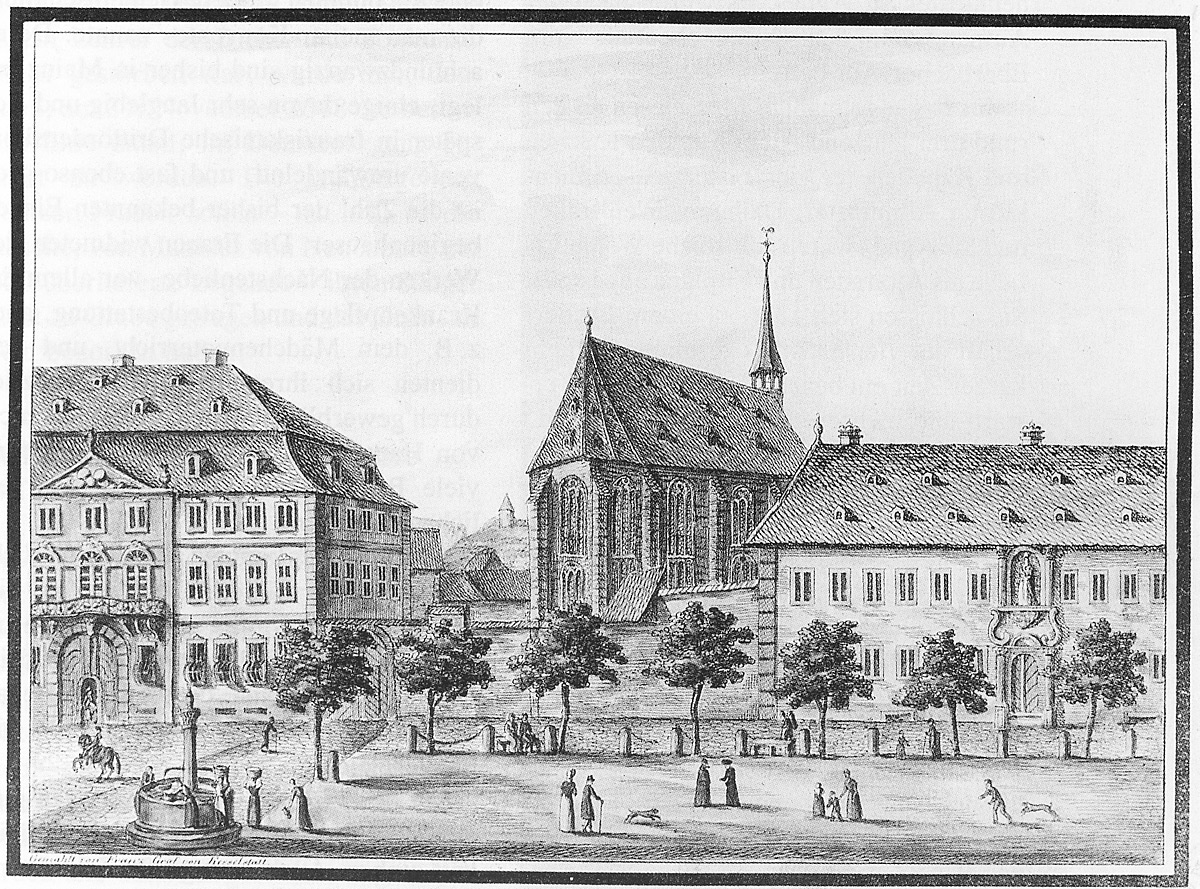
Weißfrauenkloster und Bassenheimer Hof

Am heutigen Schillerplatz Nr. 5 bis 7 stand im Mittelalter das so genannte Neumünsterkloster, auch Weißfrauenkloster genannt. Das Kloster wurde 1247 erstmals erwähnt. Die Nonnen gehörten damals zum Maria-Magdalenen-Orden der auch als „Reuerinnen“ bekannt war. Bereits 1291 wechselten die Nonnen zum Orden der Zisterzienserinnen und wurden im Volksmund wegen ihres vormals weißen Habits immer noch als „Weißfrauen“ bezeichnet. Das Kloster fand sein Ende ebenfalls im Rahmen der französischen Säkularisation 1802 und wurde verkauft, die Gebäude später abgerissen. Lediglich das Gästehaus des Klosters, erbaut 1718 unter der Äbtissin Anna Elisabeth, blieb erhalten. Das Gebäude wurde 1863 aufgestockt und kurze Zeit als Offiziersmesse der Österreichischen Bundestruppen benutzt. Seit 1931 hat die Industrie- und Handelskammer für Rheinhessen ihren Sitz in dem Gebäude.

## Gebäude
Den großen Klosterbauten am Schillerplatz ab dem späten 13. Jahrhundert folgten im Mittelalter die Höfe verschiedener Adelsgeschlechter oder Mainzer Bürger. So beispielsweise der Rheinberger Hof der gleichnamigen Adelsfamilie. Mit dem Bau des Schönborner Hofes in der zweiten Hälfte des 17. Jahrhunderts begann eine weitere Phase reger Bautätigkeit der kurfürstlichen Familien und der am Hofe wirkenden Adelsgeschlechter. Der Thiermarkt galt ab dieser Zeit als vornehmstes Wohngebiet des Adels. Ein weiterer Vorteil war das vom Thiermarkt zum Kästrich ansteigende unbebaute Gelände, welches die Errichtung von großzügigen Garten- und Parkanlagen in unmittelbarer Nähe der Bauten zuließ.

### Osteiner Hof

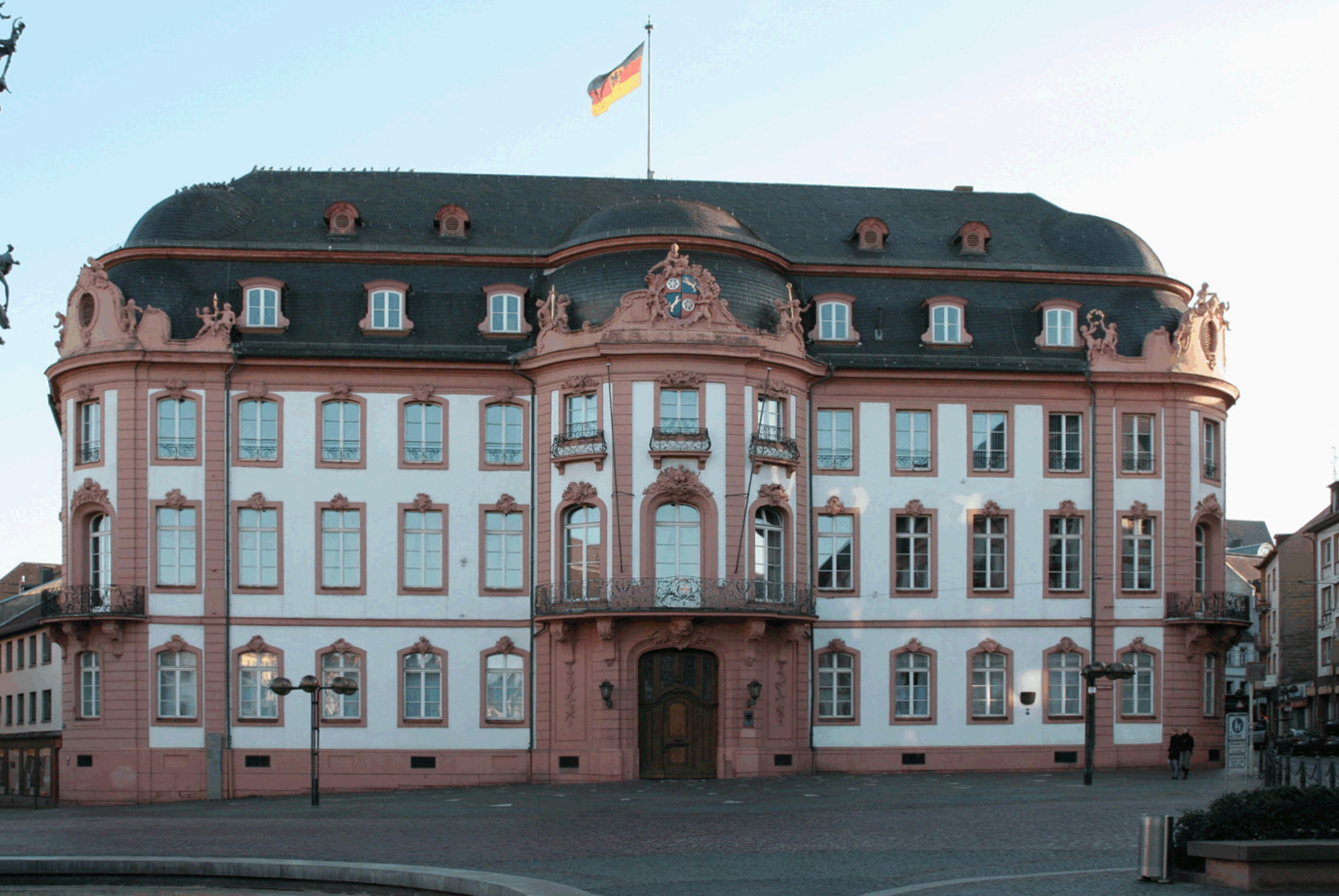
Osteiner Hof

Das den südlichen Teil des Schillerplatz dominierende Gebäude ist der Osteiner Hof. Er wurde zwischen 1747 und 1752 von Johann Valentin Thoman für den Kurmainzer Oberamtmann Franz Wolfgang Damian von Ostein als Familienhof errichtet. Er war der Bruder des von 1743 bis 1763 regierenden Mainzer Kurfürsten Johann Friedrich Karl von Ostein (1689–1763). Der dreiflügelige Osteiner Hof gilt als der schönste Adelshof seiner Zeit und ist in seiner reichen Ornamentik bereits der Stilrichtung des Rokoko verhaftet. Der Kurfürst, der das Prachtgebäude für seinen Bruder ebenso finanzierte wie den benachbarten Bassenheimer Hof für seine Schwester, plante auch die Anlage von zwei Brunnen, von denen der aufwändigere nach seinem Tod 1763 aber nicht mehr zur Ausführung kam, wodurch der Tiermarkt gewissermaßen als Vorhof der Familienpaläste interpretiert werden sollte.
Die Geschichte des Osteiner Hofs ist eng mit der des Militärs in Mainz verbunden: Während der französischen Besetzung von 1797 bis 1814 diente der Osteiner Hof als Sitz der Verwaltung des 1800 neu gegründeten Département du Mont-Tonnerre (Donnersberg). Von 1814 bis 1918 war der Osteiner Hof der Sitz des jeweiligen Militärgouverneurs von Mainz, von 1918 bis 1930 hatte hier die Administration der französischen Besatzungstruppen ihren Sitz.
Im Rahmen der Feierlichkeiten zu Hitlers Geburtstag am 20. April 1933 hatte die Stadt Mainz den Osteiner Hof der NSDAP übergeben. Zentral sollten in dem „Braunen Haus“, wie das Gebäude in jener Zeit genannt wurde, alle Parteiorganisationen untergebracht werden. Die Partei beanspruchte das Gebäude allerdings nur kurz. Wenige Wochen später zogen die Kreisleitung und andere Dienststellen in den Schönborner Hof um, während die Leitungen der SA und SS im Osteiner Hof blieben. Ihr folgte der Stadtkommandant der Wehrmacht in Mainz, ihm wiederum französische und amerikanische Militärdienststellen. Seit 1958 hat der Wehrbereichsbefehlshaber der Bundeswehr seinen Sitz im Osteiner Hof.

### Bassenheimer Hof

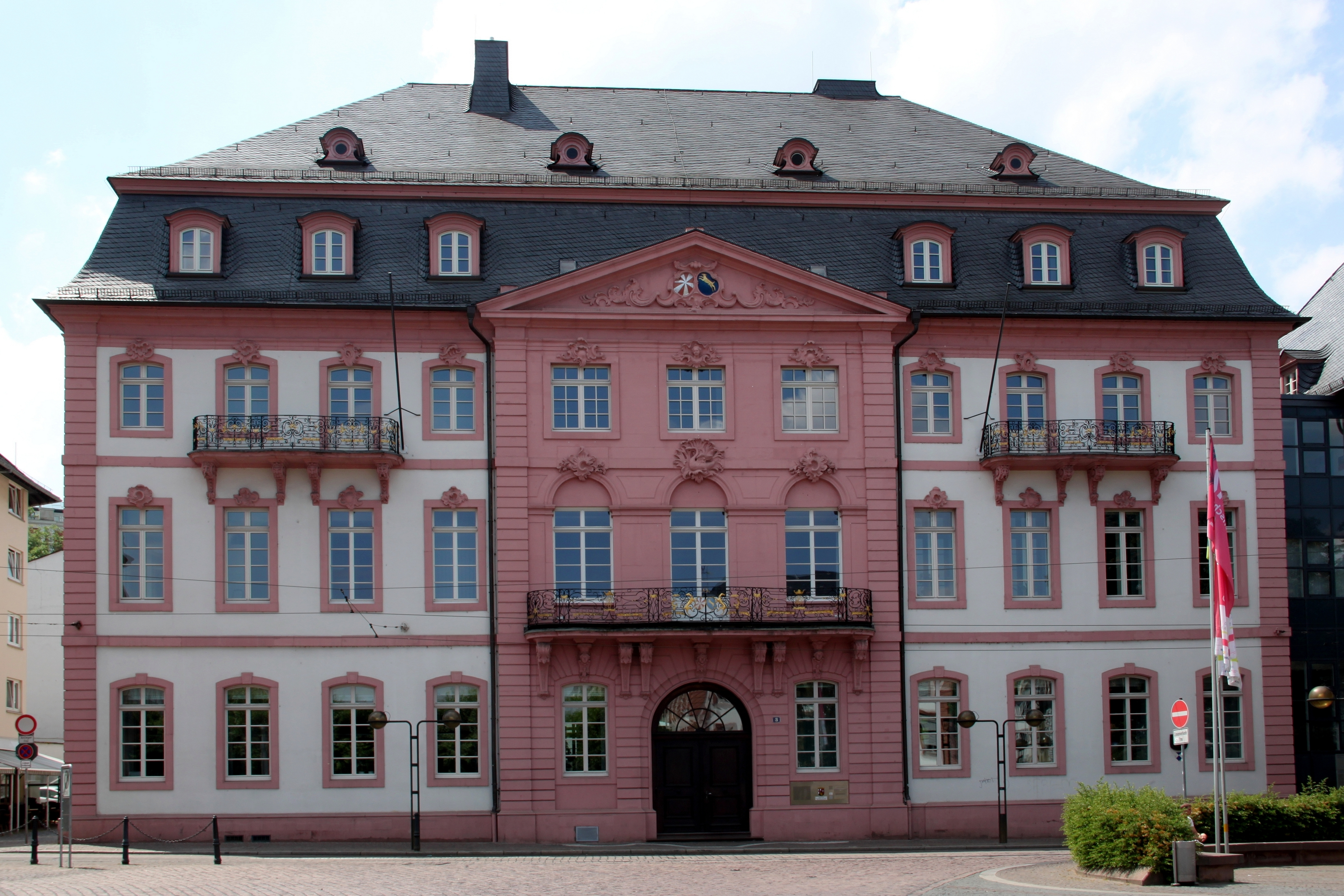
Bassenheimer Hof

Am nordwestlichen Ende des Schillerplatzes steht in unmittelbarer Nähe des Osteiner Hofs der Bassenheimer Hof. Er wurde im Jahr 1750 nach Plänen des kurfürstlichen Oberbaudirektors Anselm Franz Freiherr von Ritter zu Groenesteyn im Auftrag des Kurfürsten als Witwensitz für die Schwester des Kurfürsten Johann Friedrich Karl von Ostein, Gräfin von Waldbott-Bassenheim, gebaut. Der Adelshof ist bereits, ganz im Gegensatz zum Osteiner Hof, in der zurückhaltenden klassizistischen Formensprache der französischen Barockarchitektur gebaut. Umfangreiche Gärten und Stallungen zogen sich an den Hängen des Kästrichs hoch. Der Bassenheimer Hof wurde 1835 an die Militärbehörden der Bundesfestung Mainz verkauft und bis 1889 als Kaserne genutzt. Danach sind verschiedene zivile Besitzer bekannt, der Hof diente unter anderem als Wiener Caféhaus. Heute beherbergt der Bassenheimer Hof das Innenministerium des Landes Rheinland-Pfalz.

### Schönborner Hof

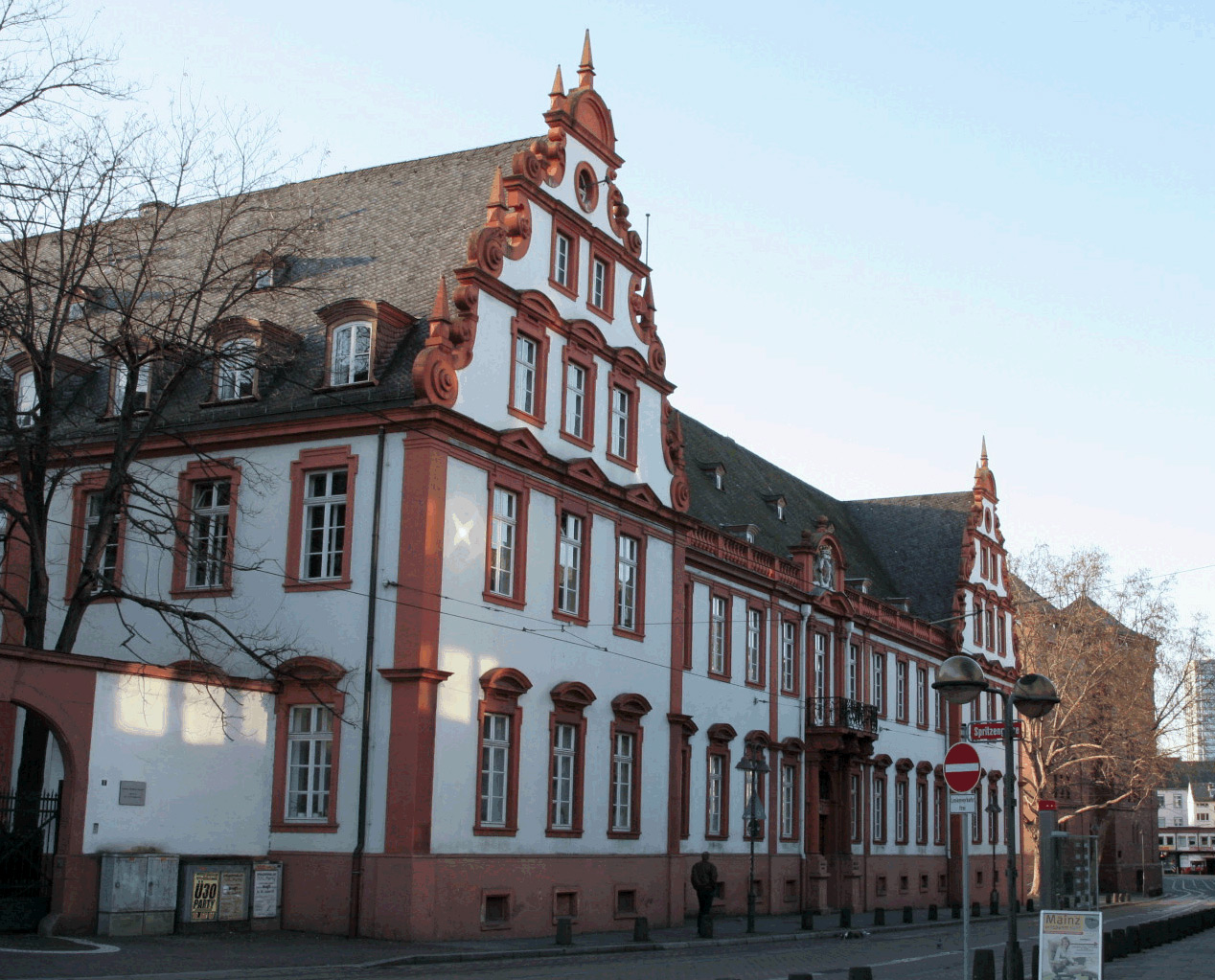
Schönborner Hof

Dem Bassenheimer Hof schließt sich an der Westseite des Schillerplatzes der Frühbarockbau des Gästehauses des ehemaligen Neumünster- oder Weißfrauenklosters an (heute Sitz der IHK für Rheinhessen). Darauf folgt das zum Schönborner Hof gehörende Wichernhaus und der Schönborner Hof, der sich bereits an der heutigen Schillerstraße (Hausnummer 11) befindet. Der Schönborner Hof wurde zwischen 1668 und 1670 am nordwestlichen Ende des damaligen Thiermarktes in Mainz errichtet. Er gilt bereits, trotz baulicher Ähnlichkeiten mit dem im Stil der Spätrenaissance gebauten Haus Römischen Kaiser als erster im neuen Stil des Barock gebauter Adelshof in Mainz. Der Schönborner Hof bildete ursprünglich zusammen mit dem Metternich-Winneburger Hof den nordwestlichen Abschluss des Thiermarktes. Nach seiner Fertigstellung verband man den Thiermarkt mit dem naheliegenden Münsterplatz, indem man beide Plätze mit der so neu entstandenen Tiermarktstraße (heute: Schillerstraße) verband.
Der Hof besaß außerdem bedeutende umfangreiche barocke Gartenanlagen, den sogenannten Schönbornschen Garten im Stil des Frühbarock. Ein Stich von Nikolaus Person aus dem Jahr 1703 zeigt sechs Broderieparterre mit Statuenschmuck sowie weitere Beete und ein Prunkportal. Wasserbecken, Pavillons und künstlich angelegte Grotten vervollständigten diesen kleinen Barockpark am Tiermarkt.
Seit April 1933 hatte die NSDAP-Kreisleitung im Schönborner Hof, dem ehemaligen Offizierskasino in der Schillerstraße 11 ihren Sitz. Daneben waren dort die Nationalsozialistische Betriebszellenorganisation (NSBO) und die Geschäftsstellen der nationalsozialistischen Deutschen Arbeitsfront (DAF) sowie des Bundes Deutscher Mädel (BDM) untergebracht.

### Erthaler Hof
Schon weiter entfernt, an der Schillerstraße hin zum Münsterplatz steht noch der Erthaler Hof, dessen Besitzer, Bauherr und Architekt in einem wahrscheinlich der Reichsfreiherr und „Kavaliersarchitekt“ Philipp Christoph von und zu Erthal (1689–1784) war. Der große vierflügelige Gebäudekomplex mit großzügigem Innenhof, erbaut 1734 bis 1741, eröffnete in der spätkurfürstlichen Zeit das Gebäudeensemble der Mainzer Adelshöfe, Kirchen und Klöster vom Münsterplatz hin zum Thiermarkt.

## Denkmäler

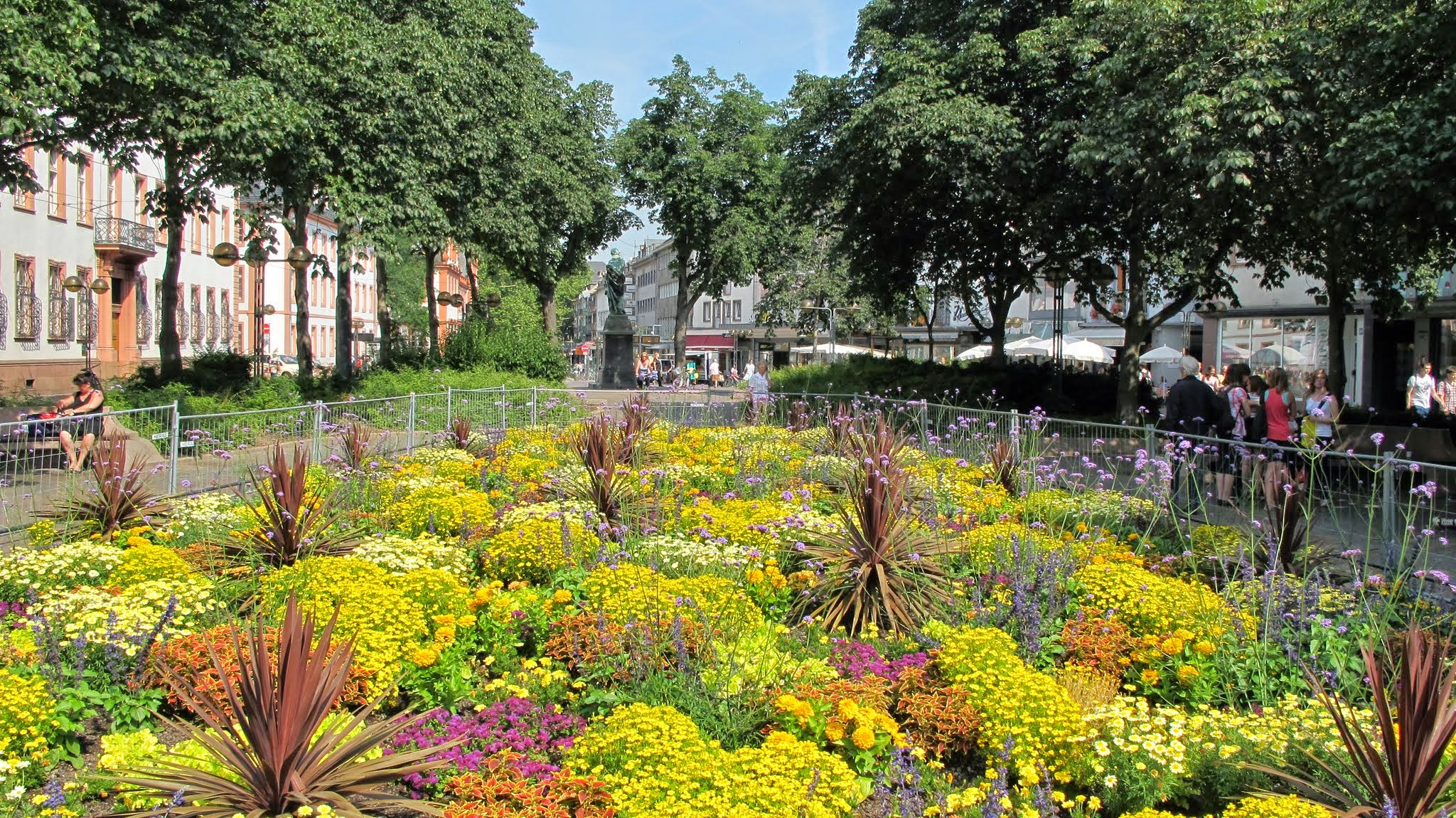
Blick auf Platz und Denkmal aus Richtung Osteiner Hof

Das namensgebende Schillerdenkmal wurde anlässlich des 100. Geburtstags von Friedrich Schiller im Jahr 1859 in Auftrag gegeben. Geschaffen wurde die überlebensgroße Bronzefigur des Dichters von dem Darmstädter Bildhauer Johann Baptist Scholl d. J., ebenso wie die Bronzetafeln im Sockel. Der Bronzeguss erfolgte bei der Firma J. D. Burgschmiet Lenz in Nürnberg. Die Ausführung des Sockels in belgischem Marmor, wurde an die Mainzer Firma Johann Friedrich Roßbach vergeben. Am 18. Oktober 1862 wurde das Denkmal am südlichen Ende des Platzes aufgestellt. 1929 wurde es zum nördlichen Ende, wo es heute noch steht, versetzt, um dem Denkmal zur Befreiung der Rheinlande von Benno Elkan Platz zu machen. Der Sockel des Denkmals ist ornamental geschmückt und mehrfach gegliedert. Der Dichter selbst schreitet vorwärts, ein aufgeschlagenes Buch in der Hand, eine Haltung, die den vorwärtsstrebenden Geist der damaligen Zeit symbolisieren sollte.
Neben dem Schillerdenkmal ist der Mainzer Fastnachtsbrunnen das heute den Platz beherrschende Denkmal. Er wurde im Januar 1967 enthüllt und ist ein Werk des Münchner Künstlers und Professors Blasius Spreng. Bei dem Fastnachtsbrunnen handelt sich um einen fast neun Meter hohen, bronzenen turmartigen Brunnen, der von mehr als 200 ebenfalls bronzenen Figuren und Allegorien aus Mainzer Lokalgeschichte und -sagenwelt bevölkert ist. 1930–1933 stand an dieser Stelle das von Benno Elkan geschaffene Befreiungsdenkmal, das anlässlich des Abzugs der französischen Besatzungsmacht errichtet, aber bereits drei Jahre später von den Nationalsozialisten zerstört worden war.
Der Gardetrommler der Mainzer Prinzengarde wurde von Wolfgang Oester geschaffen und 1995 von dem Verein anlässlich seines 111-jährigen Jubiläums gestiftet. Der Bajazz mit der Laterne wurde von der Mainzer Künstlerin Inge Blum entworfen und gestaltet und im Gutenbergjahr 2000 von dem Mainzer Carneval Verein aufgestellt. Im erweiterten Umfeld des Schillerplatzes und der sich anschließenden Schillerstraße finden sich zahlreiche weitere Denkmäler, so beispielsweise der Mainzer Schoppenstecher oder die Sterne der Satire zwischen Schillerplatz vor dem Proviant-Magazin und dem Unterhaus.

## Verkehr
Der Schillerplatz ist ein zentraler Knotenpunkt des öffentlichen Nahverkehrs in Mainz. Von der Haltestelle Schillerplatz aus sind fast alle Mainzer Stadtteile direkt mit Bussen und Straßenbahnen der MVG erreichbar.

## Schutzstatus
Der Teil des Schillerplatzes südöstlich der Münsterstraße mit den angrenzenden Fassaden ist seit 2002 als Denkmalzone Schillerplatz ein geschütztes Kulturdenkmal. Besonders erhaltenswert ist es wegen seines einheitlich geschlossenen Platzraumes mit seit dem 16. Jahrhundert verbürgtem, aber sicherlich älterem Grundriss; wegen der vereinheitlichten Fassaden mit ihren durch roten Sandstein betonten weißen Putzflächen; wegen der Baumbepflanzung, die ihr Vorbild in den 1768 angelegten Baumreihen hat; wegen des Schillerdenkmales; sowie wegen des Brunnenstandorts des Fastnachtsbrunnens, der einer barocken Anlage folgt und die Lage eines 1760 errichteten Laufbrunnens aufnimmt. Der Schillerplatz gilt als kennzeichnendes Merkmal der Mainzer Innenstadt. Die westlich an die Denkmalzone Schillerplatz anschließenden Gebäude Schillerplatz 3 (Bassenheimer Hof), 5 und 7 (Fremdenbau des Weißfrauenklosters) sowie die vom Schillerplatz westlich abgehende Emmerich-Josef-Straße sind Teil der Denkmalzone Emmerich-Josef-Straße.
Der Südabschluss der Denkmalzone Schillerplatz mit den angrenzenden Adelshöfen ist als Schillerplatz mit Osteiner Hof und Bassenheimer Hof ein geschütztes Kulturgut nach Haager Konvention.